# Exochus cnemidotus
Exochus cnemidotus là một loài tò vò trong họ Ichneumonidae.